# (2862) Вавилов
(2862) Вавилов (лат. Vavilov) — типичный астероид главного пояса, открыт 15 мая 1977 года советским астрономом Николаем Черных в Крымской астрофизической обсерватории и 18 сентября 1986 года назван в честь российского и советского учёного Николая Вавилова и советского физика Сергея Вавилова.

## Обнаружение и именование
(2862) Вавилов
Открыт 15 мая 1977 года в Научном Н. С. Черных.
Назван в память выдающегося ботаника и генетика академика Николая Ивановича Вавилова (1887—1943), который организовал и участвовал во многих ботанических экспедициях в различные уголки земного шара. Создал советскую коллекцию растительных культур, включающую более 300 000 образцов. Планета также чтит его брата, академика Сергея Ивановича Вавилова (1891—1951) — президента Академии наук СССР с 1945 года до своей смерти, известного работами в области физической оптики. В честь Вавиловых также назван лунный кратер.
Оригинальный текст (англ.)2862 Vavilov
Discovered 1977-05-15 by Chernykh, N. at Nauchnyj.
Named in memory of Academician Nikolaj Ivanovich Vavilov (1887—1943), prominent botonist and geneticist, who organized and participated in many botanical expeditions to the various parts of the globe. He established the Soviet collection of plant cultures that includes more than 300 000 samples. The planet also honors his brother, Academician Sergej Ivanovich Vavilov (1891—1951), president of the U.S.S.R. Academy of Sciences from 1945 until his death, renowned for his work in the field of physical optics. Vavilov is also honored by a lunar crater.
Источники: DISCOVERY.DB; M.P.C. 11157.

## Орбита

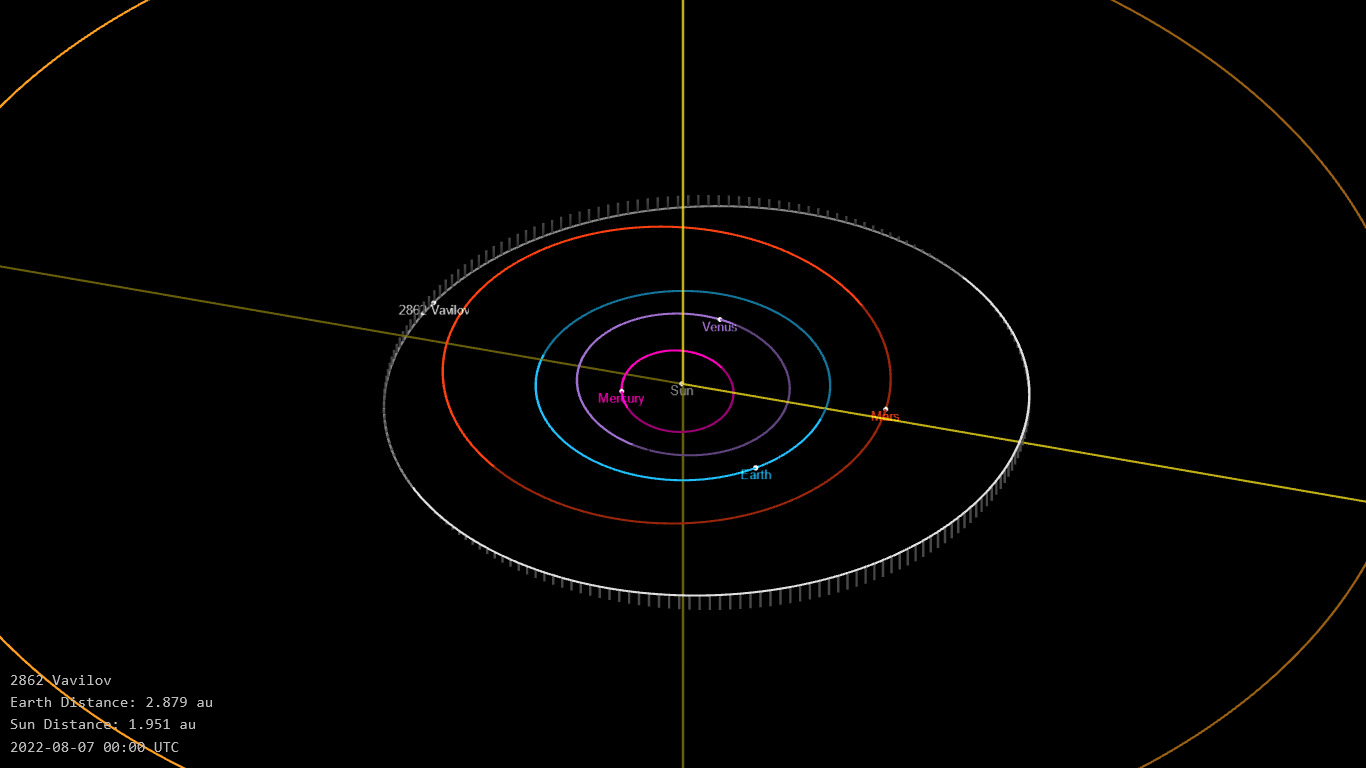
Орбита астероида Вавилов и его положение в Солнечной системе

## Физические характеристики
Из наблюдений системы ATLAS и результатов съёмки неба камерой в рамках проекта Zwicky Transient Facility следует, что астероид относится к таксономическому классу S.
По результатам наблюдений в видимом и ближнем инфракрасном диапазоне космического телескопа NEOWISE и наблюдений в инфракрасном диапазоне спутника Akari диаметр астероида оценивался равным 6,031±0,681 км, 6,44±0,57 км, 7,95±1,41 км. Согласно тем же источникам альбедо оценивается как 0,4039±0,0762, 0,323±0,059, 0,21±0,12 и 0,404±0,076.